# Institut archéologique allemand de Rome
L'Institut archéologique allemand de Rome (italien : Istituto Archeologico Germanico) est l'établissement de recherche archéologique le plus ancien de Rome et l'un des noyaux de l'archéologie.
De nos jours, l'institut est un département de l'Institut archéologique allemand. Issu de l'Instituto di corrispondenza archeologica romain, il est considéré comme une institution fédérale siégeant à Berlin et rattachée à l'Office fédéral des Affaires étrangères.
L'institut de Rome dispose d'une bibliothèque d'une importance capitale dans le monde, de l'une des plus grandes collections photographiques spécialisées en Italie et d'une multitude d'outils pour le travail scientifique, y compris de vastes archives et un catalogue pour localiser rapidement les publications. Au centre de la recherche de l'Institut archéologique allemand de Rome figurent l'archéologie de l'Italie et de l'Afrique du Nord, de la Préhistoire au Moyen Âge.
Le directeur actuel est Ortwin Dally (de), le directeur-adjoint Norbert Zimmermann (de).

## Liste des secrétaires et directeurs

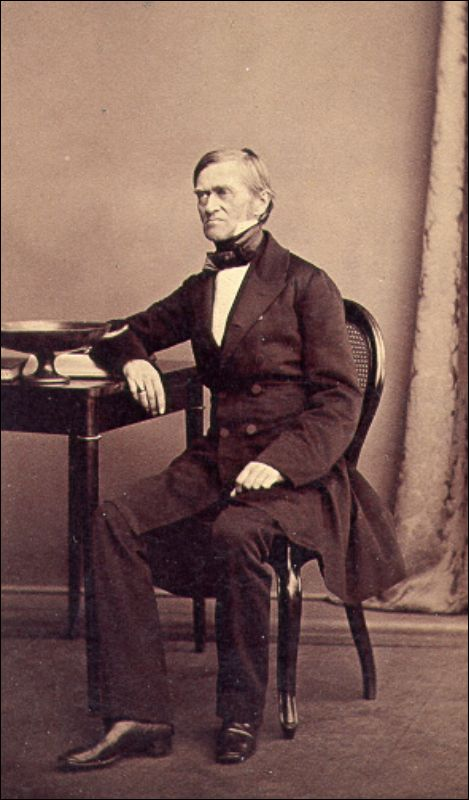
Eduard Gerhard, instigateur de la fondation de l'institut dans les années 1860.
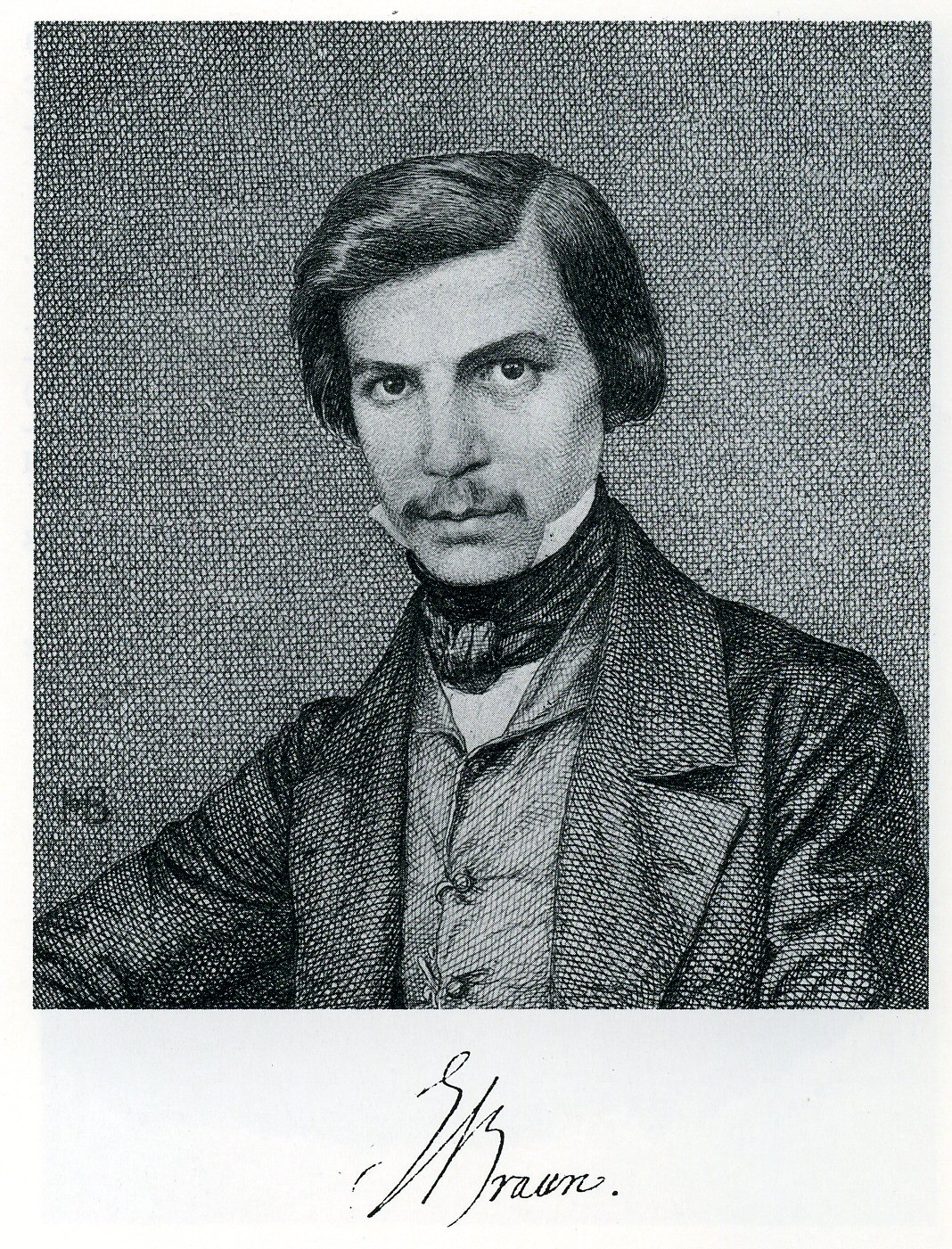
Emil Braun représenté par un artiste inconnu, vers 1840-1845.
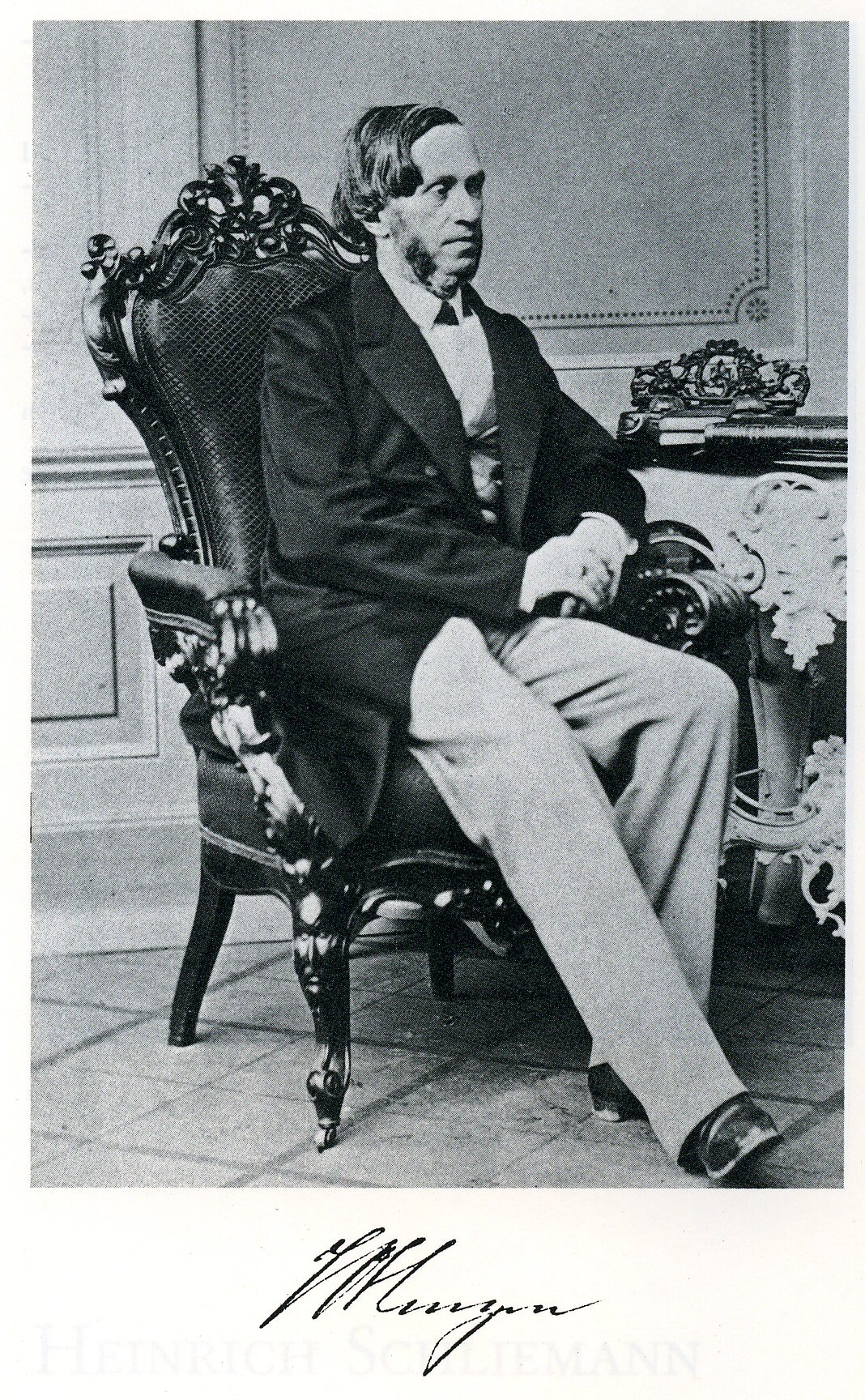
Wilhelm Henzen, vers 1863.
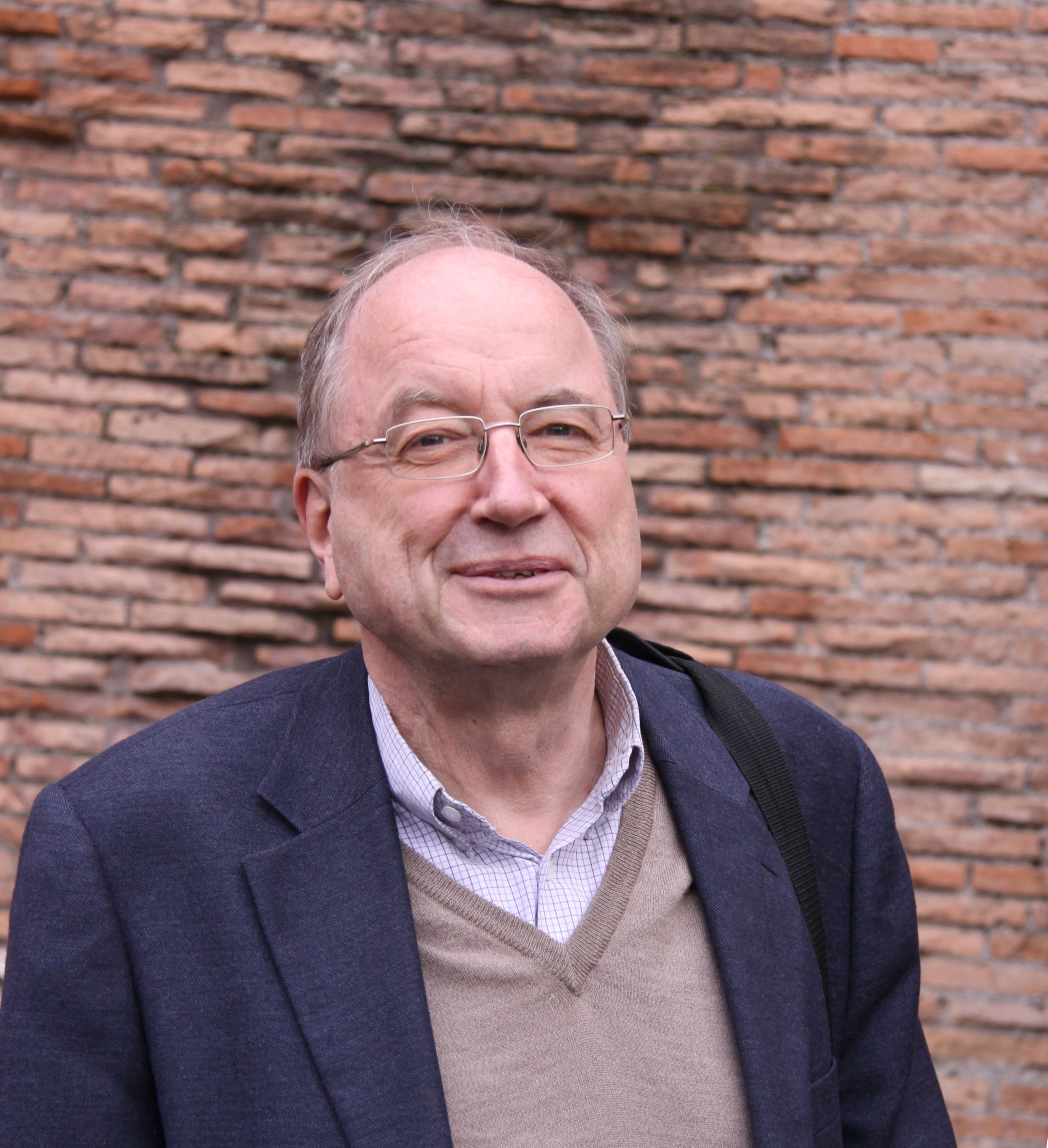
Henner von Hesberg en 2011.
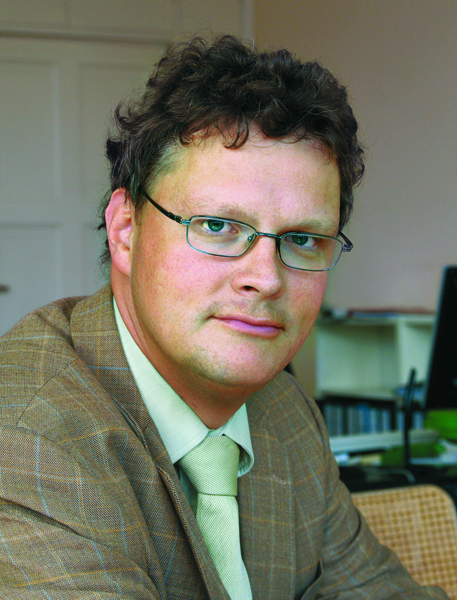
Ortwin Dally en 2011.

## Historique et missions
L'Instituto di corrispondenza archeologica, association privée fondée le 21 avril 1829 sur le Capitole de Rome par un groupe international d'archéologues et d'artistes, collecte et publie dans un premier temps les découvertes archéologiques alors en plein essor en Italie. Lors des réunions régulières des membres et des invités intéressés, les Adunanzen, les nouvelles découvertes sont présentées et discutées ; la méthodologie des archéologues, différenciée et approfondie, est développée et affinée. Dans le même temps, une collection d'artefacts exemplaires et de dessins d'antiquités est recueillie. La création et le développement d'une vaste bibliothèque au service de l'archéologie est depuis une mission centrale de l'institut.
L'institut, qui a aussi été fortement appuyé par les rois de Prusse, est transformé en 1871 en un établissement de l'Empire allemand. Devenu en 1874 le Kaiserliche Deutsche Archäologische Institut (Institut archéologique impérial allemand) s'installe en 1877 dans un bâtiment de style néo-pompéien spécialement érigé sur la colline du Capitole et qui accorde suffisamment d'espace à une bibliothèque en croissance rapide. Dès lors, la recherche est fructueuse sur les importants sites archéologiques italiens, comme à Pompéi, à Rome et en Italie méridionale, où l'institut est toujours actif. De nombreuses études des principaux monuments de Rome et du Latium, mais aussi des catalogues, caractérisent les travaux scientifiques de l'institut.
Après l'expropriation de l'immeuble du Capitole après la Première Guerre mondiale, l'institut reprend son travail en 1924 dans la salle communautaire protestante sur le Via Sardegna, où il est localisé depuis. En 1964, il obtient un nouveau bâtiment plus approprié. En plus des études archéologiques de l'art, particulièrement caractéristiques de l'archéologie classique allemande et des grandes collections à Rome, l'accent est mis de nos jours sur les questions historico-topographiques, urbanistiques et d'architecture. Les travaux complexes, qui nécessitent davantage une recherche interdisciplinaire, sont généralement mis sur pied en étroite collaboration avec les institutions du pays d'accueil, parfois même dans le cadre de la coopération internationale, incluant des universités allemandes. L'institut opère, à côté de son propre travail de recherche, une médiation entre la recherche universitaire allemande d'une part et les autorités et partenaires italiens d'autre part. Surtout, il s'efforce de participer selon ses moyens à la connaissance du patrimoine archéologique des nations civilisées à travers la préservation, la restauration et la valorisation des sites et monuments. Les recherches se développent dans le dernier quart du XXe siècle dans la quasi-totalité de l'Italie, dans des pays d'Afrique du Nord (Tunisie et Algérie), ainsi qu'en Albanie.
Outre l'entretien et la fourniture d'équipements scientifiques indispensables à la recherche internationale, et en plus des enquêtes en Italie, l'institut est chargé de promouvoir les échanges scientifiques à travers une grande variété de conférences et de colloques, souvent en collaboration étroite avec les institutions du pays hôte ou les autres instituts à Rome. Comme toute entité étrangère, c'est un forum particulièrement adapté pour de telles initiatives. Par ailleurs, l'institut se tourne vers un large public à l'occasion aux deux plus importantes célébrations de l'année, le 21 avril et le 9 décembre, tandis que d'autres événements sur des questions plus spécifiques sont avant tout ouverts au public international.
Parmi les préoccupations traditionnelles de l'institut figure le cours sur Pompéi, organisé chaque année par les scientifiques du cru, fournissant un exemple particulièrement approprié, particulièrement aux professeurs allemands du secondaire spécialisés dans les langues anciennes et l'histoire, pour leur permettre d'approfondir leurs connaissances de l'Antiquité romaine. La grande popularité de cet événement souligne son importance. La participation aux cours académiques de l'institut et aux visites guidées de printemps, offertes tous les week-ends de janvier à mai par des membres de l'institut dans les monuments et musées de Rome et de ses environs, sont tout aussi populaires.
En tant qu'institution soutenue par la République fédérale d'Allemagne, l'institut fait partie de l'Office des Affaires étrangères. La majorité des recherches ne peut être effectuée que grâce à la contribution financière d'institutions, telles que la Fondation allemande pour la recherche, la Fondation Gerda-Henkel (de) ou la Fondation Fritz-Thyssen (de). Le bâtiment de la Via Sardegna comprend, outre les installations de l'institut, une aile pour les hôtes, réservée aux scientifiques étrangers y séjournant temporairement. Tout aussi important pour le travail de l'institut, la dépendance du Villino Amelung sur la Via Andrea Cesalpino assure l'hébergement à court terme des boursiers, d'autres jeunes en formation et travaillant plus longtemps à l'institut ou de scientifiques impliqués dans des recherches, en tant que titulaires de la bourse de voyage de l'Institut archéologique allemand, et permet l'utilisation flexible du site.
En raison de déficiences structurelles dans le domaine de la statique, le bâtiment de la Via Sardegna a été fermé au public en 2006. À l'automne 2009, un local de remplacement est ouvert à la Via Curtatone. La bibliothèque et la photothèque sont à nouveau ouvertes au public depuis le 26 janvier 2010. Le bâtiment de la Via Sardegna est en cours de rénovation et devrait être restitué à l'institut fin 2012.

## Bibliothèque
En 1953, un accord conclu entre l'Italie, les trois alliés occidentaux et l'Allemagne de l'Ouest prévoit le retour de l'institut romain en mains allemandes, mais l'on se rend compte alors que la bibliothèque ne doit pas être retirée des mains italiennes et, en tant que centre de recherche international, qu'elle devrait être ouverte sans restriction aux chercheurs de toutes les nations. L'institut remplit jusqu'à nos jours cet engagement pris dans la période d'après-guerre. De nos jours, la bibliothèque possède plus de 250 000 volumes et recueille la littérature sur l'archéologie classique du bassin méditerranéen et des zones adjacentes, de même que l'archéologie du monde gréco-romain de l'âge du bronze à la fin du VIIe siècle. On y trouve aussi des œuvres sur la philologie classique et l'épigraphie, ainsi que sur l'histoire antique ; des titres sur l'archéologie provinciale romaine, la Préhistoire et la Protohistoire, l'égyptologie, les antiquités proche-orientales (de) ont été ajoutés. Actuellement, plus de 2 000 monographies sont achetées chaque année et le nombre de périodiques courants s'élève à environ 1 200. La collection est facilement consultable à travers le catalogue de la bibliothèque ZENON.
La salle de lecture de l'institut dispose de plus d'une centaine de places, dont certaines sont réservées pour les boursiers et d'autres régulièrement réservées pour les chercheurs, offrant des possibilités de travail particulièrement bonnes. Fondamentalement, la bibliothèque est ouverte aux scientifiques de toutes les nations et aux étudiants, de façon limitée pour des raisons pratiques, l'institut en tant qu'institution de recherche étant délibérément destinée à un public qualifié.

## Photothèque
La mise en place de la photothèque dans les années 1920 reflète la nécessité d'un outil de travail adapté, devant contribuer suffisamment à l'importance croissante des photographies pour l'évaluation de la forme analytique des objets archéologiques. La collection complète, composée d'environ 300 000 photographies et 200 000 négatifs, est organisée selon les principaux genres de la recherche en archéologie classique : sculpture, portraits, sarcophages, reliefs, architecture, sculptures architecturales, topographie, peinture, mosaïque, terre cuite, or et argent, inscriptions, numismatique, Préhistoire et Protohistoire. À l'intérieur de ces genres existent des divisions en fonction de considérations typologiques ou chronologiques. Dans le même temps, les objets représentés sont organisés topographiquement. Les photos sont disponibles d'après ces critères de classification en tirages originaux. En outre, ces photographies, dont les droits de publication sont détenus par l'institut, sont développées via des albums de négatifs. On peut déterminer rapidement quels articles ou vues peuvent être commandés en tant que copies à la photothèque. Une troisième moyen d'accéder aux monuments situés sur le territoire italien est assuré par les Italienkästen ou « boîtes italiennes » classées par ordre alphabétique des villes.
La photothèque de l'institut, à la différence d'autres collections de photos dont le principal intérêt réside dans les photographies historiques ou la gestion de collections particulières, est un outil de travail en constante expansion. Les campagnes de photographie, menées grâce à son personnel et à son laboratoire photo, sont principalement rendues possibles grâce à la générosité des autorités du pays d'accueil responsables des antiquités. De nos jours, il est particulièrement important, pour compléter par les acquisitions régulières, de documenter pour la recherche scientifique les nouvelles découvertes et de photographier les nouvelles sculptures acquises par les musées. Le stock croît chaque année d'environ 3 000 négatifs.
Hellmut Sichtermann (de) dirige la photothèque entre 1955 et 1980.

## Publications
La publication de la recherche scientifique est une tâche centrale de l'Institut archéologique allemand de Rome. Par conséquent, différentes formes de publication ont été élaborées.
Les communications annuelles de l'institut (Mitteilungen des Deutschen Archäologischen Instituts. Römische Abteilung ou plus simplement Römische Mitteilungen (de)) sont le successeur direct des Annali dell'Instituto di corrispondenza archeologica publiés depuis 1829. La revue scientifique est ouverte aux contributions de chercheurs venus du monde entier, rédigeant en allemand, italien, anglais et français, qui étudient des questions touchant à l'archéologie, avec un accent sur l'Italie et l'Afrique du Nord.
Les collections de monographies, des outils importants pour la recherche de l'institut, sont principalement publiées en langue allemande. Ainsi, les Ergänzungshefte der Römischen Mitteilungen ont traditionnellement un profil marqué, avec la présentation d'un matériau exemplaire, en particulier dans le domaine de la sculpture antique. Une grande qualité d'illustration caractérise également la série des Sonderschriften des DAI Rom qui, avec son format généreux, est principalement destinée à la publication de recherches complexes en matière d'architecture. Des volumes réduits et moins coûteux constituent la série Palilia, ouverte en particulier aux questions actuelles et émergentes, et qui présente des références sous la forme d'anthologies et de publications de colloques.